# Пандія (супутник)
Пандія — зовнішній супутник Юпітера, належить до групи Гімалії. Відкритий у 2017 році. Інші позначення — Юпітер LXV, S/2017 J4

## Історія відкриття
Супутник відкритий у 2017 році американським астрономом Скоттом Шеппардом. Тіло отримало тимчасове позначення S/2017 J4. У вересні 2018 року об'єкт отримав постійне позначення Юпітер LXV. 20 серпня йому дали назву Пандія, на честь Пандії (дав.-гр. Πανδία) — персонажа давньогрецької міфології, богині повного місяця, доньки Зевса та Селени.

## Характеристика
Супутник навколо Юпітера на відстані 11 525 000 км і здійснює один оберт навколо нього за 252 дні. Діаметр Пандії становить приблизно 3 км, а маса — 15 млрд т.